# Oudega (De Fryske Marren)
Pour les articles homonymes, voir Oudega.
Oudega (en frison : Aldegea) est un village de la commune néerlandaise de De Fryske Marren, situé dans la province de Frise.

## Géographie
Le village est situé sur la rive sud du lac Fluessen, à 20 km au sud-ouest de Joure.

## Histoire
Oudega est un village de la commune de Hemelumer Oldeferd jusqu'à la disparition de celle-ci le 1er janvier 1984. Le village fait ensuite partie de Gaasterlân-Sleat jusqu'au 1er janvier 2014, date à laquelle celle-ci fusionne avec Lemsterland et Skarsterlân pour former la nouvelle commune de De Friese Meren, devenue De Fryske Marren en 2015.

## Démographie
Le 1er janvier 2018, le village comptait 275 habitants.